# Sigilda
Sigilda foi uma ostrogoda do século V, ativa durante o reinado do imperador bizantino Zenão (r. 474–475; 476–491). Era esposa do oficial militar Teodorico Estrabão e possivelmente era a mãe de seu filho Recítaco. É mencionada em 481, quando esteve presente na morte de seu marido. Sabe-se que foi ela quem o enterrou na noite que faleceu em decorrência da queda sobre uma lança.